# Rue du Pont (Liège)
Pour les articles homonymes, voir Rue du Pont.
La rue du Pont est une ancienne rue de commerce de la ville de Liège (Belgique) qui relie la place du Marché au pont des Arches. Elle est caractéristique du style mosan de la fin du XVIIe siècle. 

## Toponymie
Le pont concerné est le pont des Arches qui est le plus ancien ouvrage franchissant le cours principal de la Meuse sans doute depuis le Xe siècle. Le tracé de la rue du Pont n'a pas changé depuis lors. Elle est quasiment parallèle à Neuvice qui relie aussi la place du Marché aux abords de la Meuse.

## Description
Cette rue pavée possédant de nombreux commerces est assez étroite (largeur inférieure à 8 m) et applique un sens unique de circulation automobile de la place du Marché vers la rue de la Cité. Elle relie le coin sud-est de la place du Marché à la rue de la Cité.

## Architecture
Le rue comporte une cinquantaine d'immeubles dont plus de quarante datent de la fin du XVIIe ou du XVIIIe siècle et sont repris à l'inventaire du patrimoine culturel immobilier. Le no 2 dispose d'un balcon en ferronnerie du XVIIIe siècle portant le monogramme du Christ et une banderole portant l'inscription « Au nom de Jésus couronné ». Si les rez-de-chaussée ont fait l'objet de modernisations dues aux commerces, les étages ont gardé en général leur aspect original typique de cette époque.
Parmi ces immeubles, on peut citer :
- au no 9, la maison à l'enseigne sculptée Au Mouton noir datée de 1720 possède trois étages de cinq baies rectangulaires jointives. La sculpture de mouton se trouve à l'allège de la baie centrale du premier étage[2].
- au no 19, la façade de la maison à l'enseigne sculptée Au Perron d'or datée de 1687 est ornée de sculptures à motif floral[3].
- au no 22, haute maison en brique et colombages, datant du XVIIe siècle comprenant quatre étages de six baies jointives et une corniche proéminente.
- au no 25, la maison à l'enseigne sculptée Au Coq d'or a été construite à la fin du XVIIe siècle et ornée de sculptures de bouquets floraux et d'un coq à l'allège de la baie centrale du premier étage[4].

## Voiries adjacentes
- Place du Marché
- En Féronstrée
- Rue des Mineurs
- Rue du Carré (la rue la plus étroite de Liège) entre les nos 18 et 20
- Rue de la Boucherie
- Rue de la Cité

## Galerie

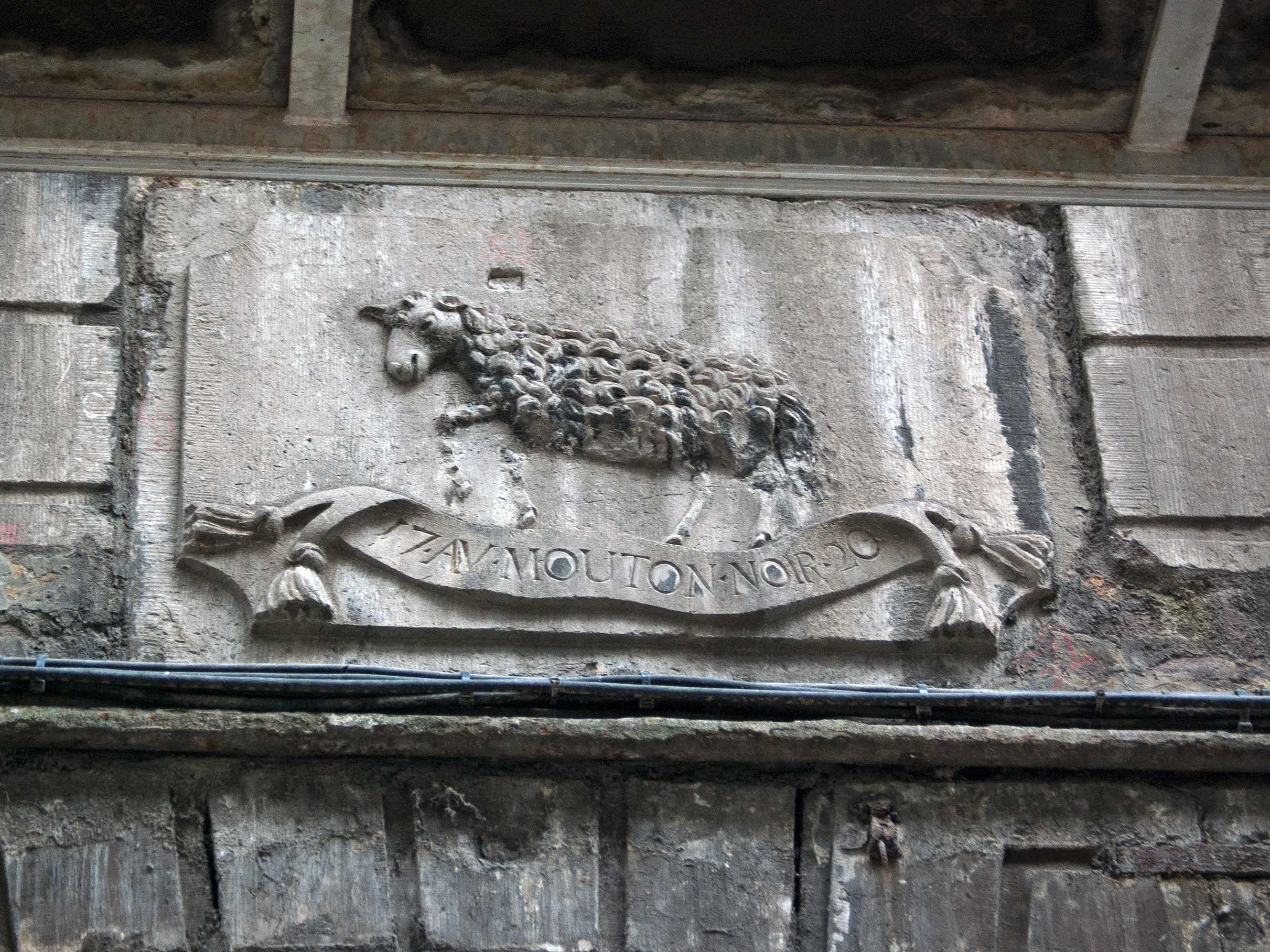
Enseigne « Au mouton noir », au no 9.
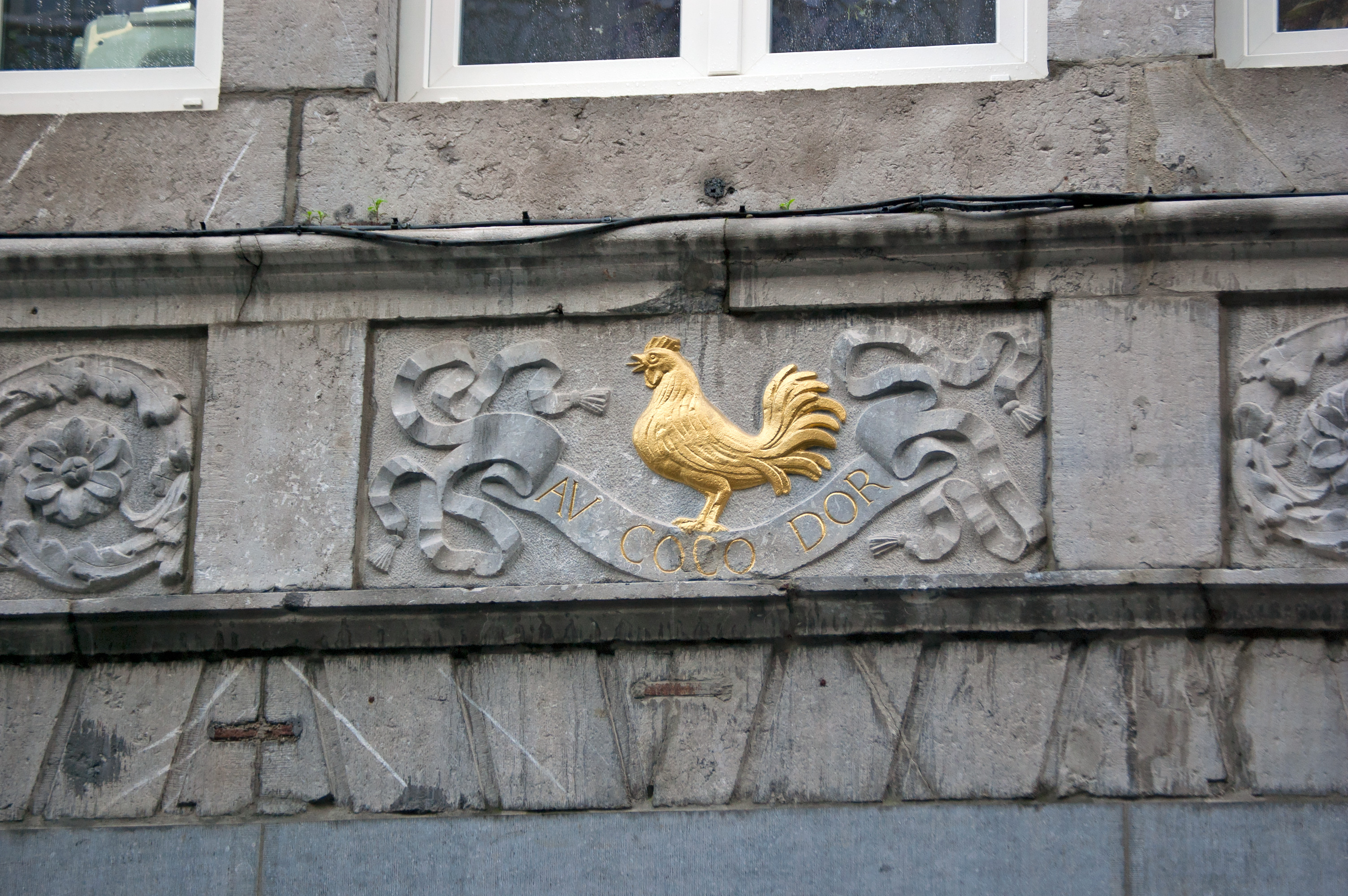
Enseigne « Au cocq d'or », au no 25.
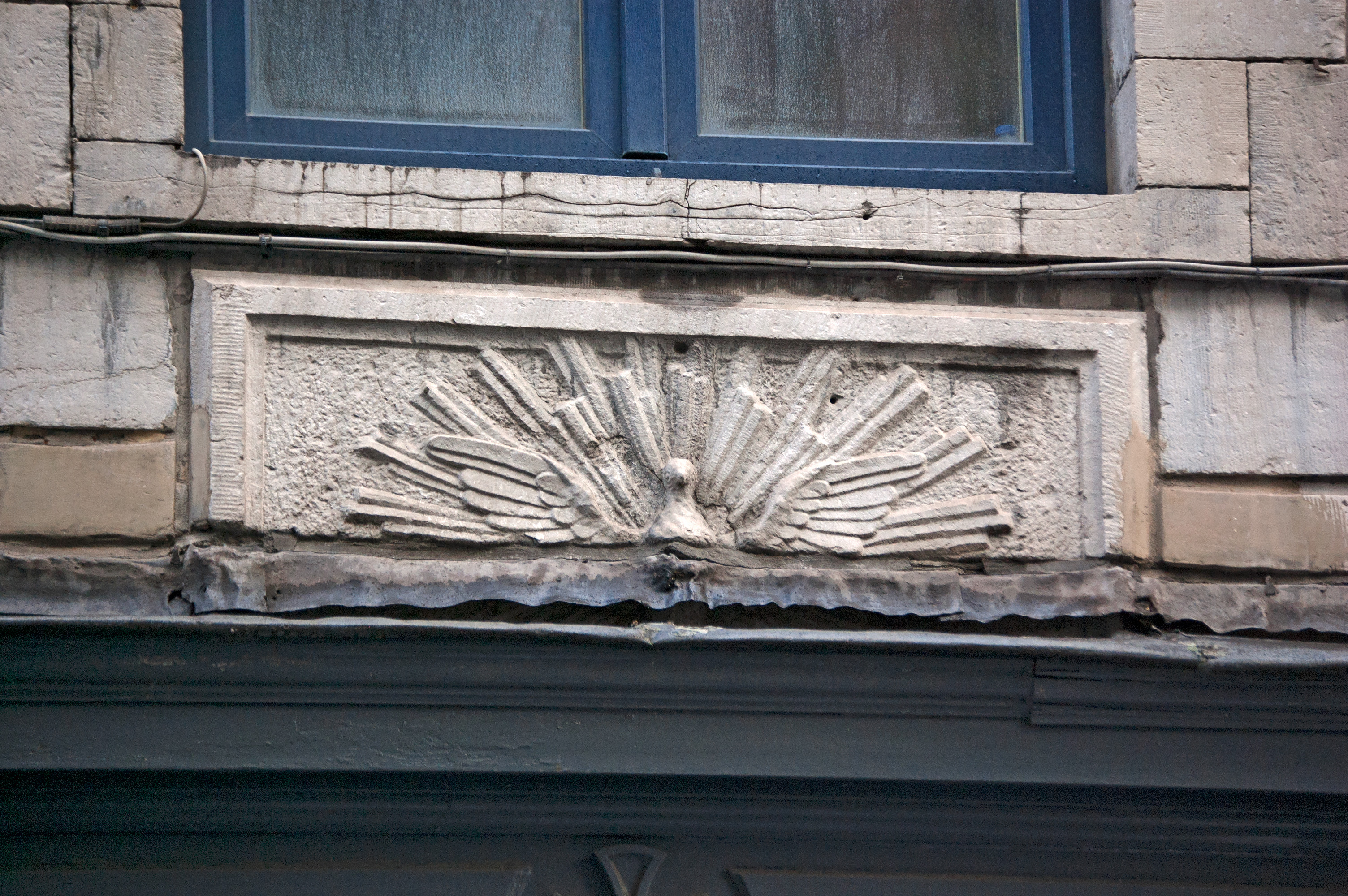
Représentation du Saint-Esprit, au no 43.
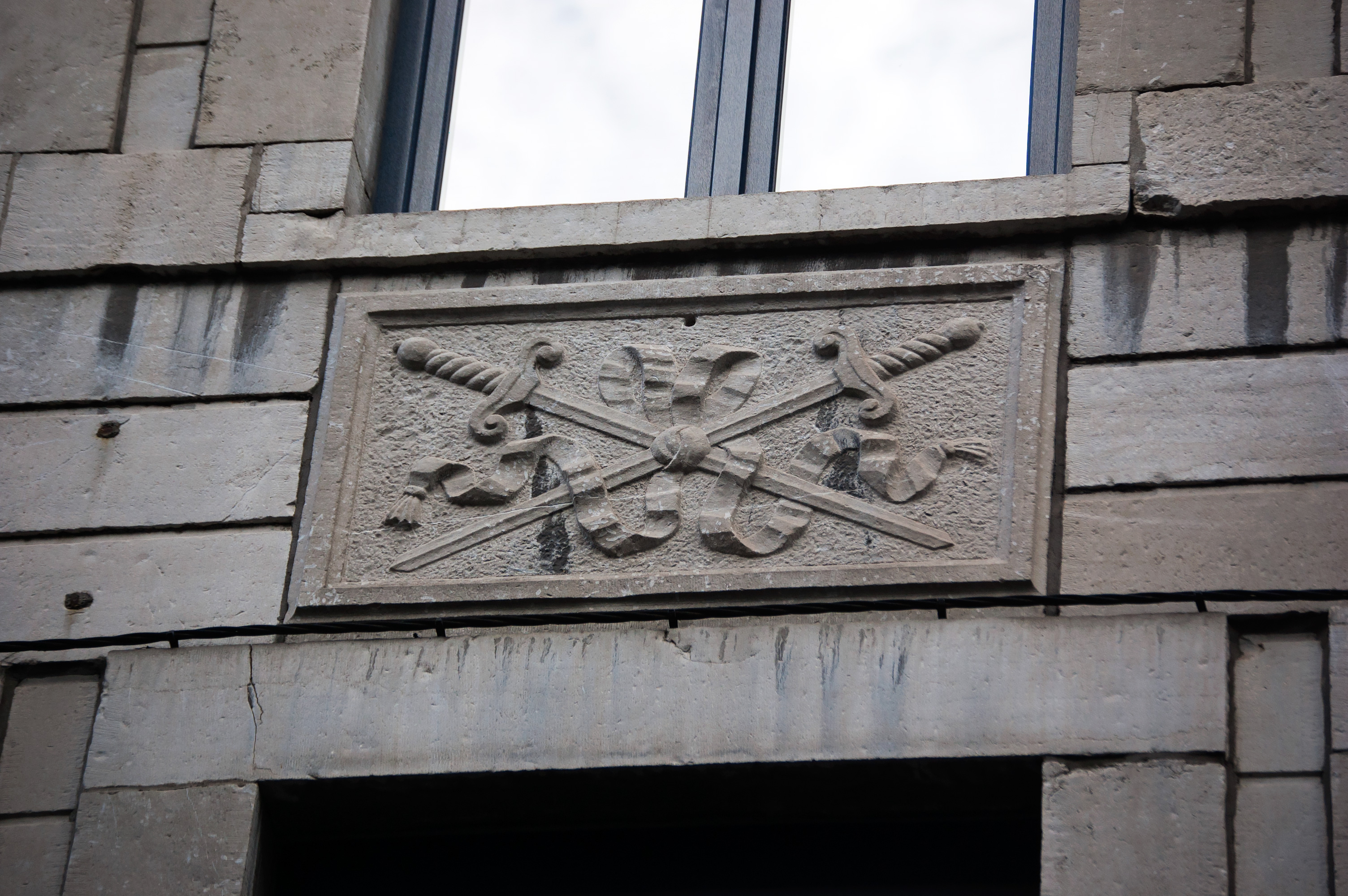
Deux épées croisées, au no 43.
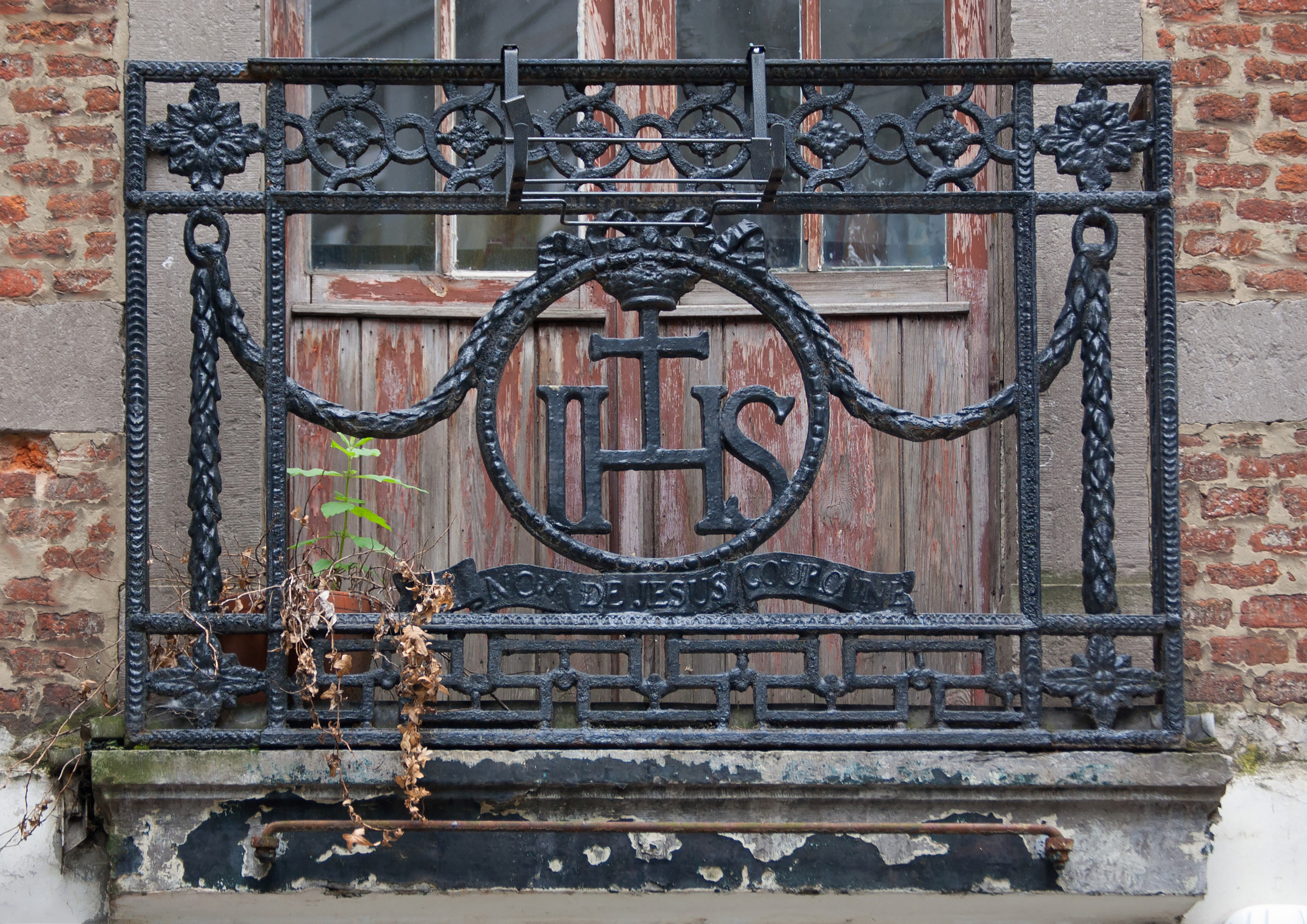
Balcon « Au nom de Jésus couronné » du no 2 de la rue de la Boucherie, faisant coin avec la rue du Pont.